# Petro Mirczuk
Petro Jurijowycz Mirczuk, ukr. Петро́ Ю́рійович Мірчу́к, ps. „Zalizniak” (ur. 26 czerwca 1913 w Dobrowlanach, zm. 16 maja 1999 w Filadelfii) – doktor prawa, nauk politycznych i filozofii, ukraiński działacz społeczny i nacjonalistyczny, historyk, dziennikarz.

## Życiorys
W latach 1932–33 i 1937–39 student Wydziału Prawa Uniwersytetu Jana Kazimierza we Lwowie.
Był członkiem Organizacji Ukraińskich Nacjonalistów od jej powstania. Brał udział w wydawaniu „Biuletynu Krajowej Egzekutywy OUN na ziemiach zachodnioukraińskich” i czasopism OUN: Mołode Seło (ukr. Молоде Селo) i Nasz switohljad (ukr. Наш світогляд). Był referentem Krajowej Egzekutywy OUN. W latach 1933–1939 był kilkakrotnie aresztowany przez polską policję za działalność w ukraińskim ruchu nacjonalistycznym.
Po agresji III Rzeszy i ZSRR na Polskę i rozpoczęciu okupacji niemieckiej w Polsce wyjechał do Pragi, gdzie w latach 1939–1941 kontynuował studia na Wolnym Uniwersytecie Ukraińskim. 26 czerwca 1941 uzyskał stopień naukowy doktora praw i nauk politycznych.
Po krótkim pobycie w Wiedniu, w końcu sierpnia 1941 udał się nielegalnie do Lwowa, zajętego 30 czerwca przez Wehrmacht po ataku Niemiec na ZSRR. We wrześniu 1941 aresztowany przez Gestapo. Więziony w więzieniu przy Łąckiego we Lwowie, następnie w krakowskim więzieniu Montelupich. 20 lipca 1942 osadzony w niemieckim obozie koncentracyjnym KL Auschwitz (nr oboz. 49734). 17 stycznia 1945 ewakuowany w marszu śmierci z Auschwitz-Birkenau. Po czterech dniach marszu pieszego i dwóch dniach transportu koleją przybył 24 stycznia 1945 do KL Mauthausen-Gusen. 6 maja 1945 został wyzwolony w Ebensee wraz z innymi więźniami obozu przez armię amerykańską.
W latach 1945–1946 był przewodniczącym emigracyjnego Centralnego Związku Studentów Ukraińskich, w latach 1948–1952 członkiem zarządu Zagranicznych Formacji OUN. Pozostała na terytorium USRR rodzina Mirczuka była poddana represjom NKWD-GUGB – w 1948 z rąk NKWD zginęli rodzice i starsza siostra, dwie młodsze siostry zostały skazane na 10 lat łagru i zesłane na Syberię.
W 1950 wyemigrował do USA. Pracował jako adwokat, dziennikarz, bibliotekarz, uczył nauk politycznych w koledżach. Prezes Związku Ukraińskich Więźniów Politycznych w USA, długoletni członek kierownictwa Ukraińskiego Komitetu Kongresowego Ameryki. Współredaktor pism: Визвольний шлях, Гомін України, Українська трибуна, Український самостійник. W 1969 uzyskał doktorat z filozofii na Wolnym Uniwersytecie Ukraińskim w Monachium.

## Pamiętnik Stelli Krenzbach
W 1957 r. Mirczuk przedrukował w zbiorze: W szeregach UPA: zbiór wspomnień b. żołnierzy Ukraińskiej Powstańczej Armii rzekome wspomnienia Stelli Krenzbach pod tytułem: Dzięki UPA jeszcze żyję (Живу ще завдяки УПА). Tekst, opublikowany po raz pierwszy 10 października 1954 w gazecie Ukrainske Slovo (Buenos Aires) i listopadzie-grudniu 1954 w gazecie Наша мета w Toronto pod nazwiskiem Stella Krenzbach opisuje historię Żydówki, która wstąpiła do UPA. Próby odnalezienia śladów Krenzbach w Izraelu przez Filipa Friedmana zakończyły się niepowodzeniem. Bohdan Kordiuk w 1958 w recenzji książki Filipa Friedmana opublikowanej na łamach ukraińskiej prasy emigracyjnej (Suchasna Ukraina, Monachium), określił tę historię jako mistyfikację i stwierdził, że żaden ze znanych mu członków UPA nigdy o niej nie słyszał.

## Prace
- Коли горять ліси [б. м.]: Заграва, 1947.
- Українська Повстанська Армія 1942—1952. Мюнхен, 1953.
- Акт відновлення Української Державности 30 червня 1941 року: (його ґенеза та політичне й історичне значення). – wyd. II Мюнхен 1953
- Історично-ідеологічні основи Теорії ІІІ Риму Мюнхен, 1953.
- Трагічна перемога. Торонто 1954 wyd. Ліга визволення України, .
- Під Покров Богородиці: свято УПА. Філядельфія 1954
- Українська визвольна справа і українська еміграція Торонто 1954 wyd. Ліга визволення України,
- За чистоту позицій українського визвольного руху. Мюнхен – Лондон 1955.
- Зі святим Миколаєм у рідному краю: сценічна картина на 2 відслони. Вінніпеґ – Филаделфія 1955 wyd. Мій приятель.
- Від Другого до Четвертого Універсалу. Торонто 1955 wyd. Ліґа визволення України.
- У німецьких млинах смерти: спомини з побуту в німецьких тюрмах і концлагерах 1941-1945. Нью-Йорк – Лондон: Український Союз Політичних В’язнів, 1957. 236 с.
- Українсько-московська війна (1917-1919). 1957.
- Євген Коновалець: У 20-річчя смерті. Торонто 1958;
- Перший Листопад Торонто 1958 wyd. Ліґа Визволення України
- На історії закруті. Торонто 1959 wyd. Ліґа визволення України,
- Микола Міхновський. Апостол української державності. Філадельфія, 1960.]
- Степан Бандера. Символ революційної безкомпромісовості. Нью-Йорк - Торонто 1961.
- В революційному змагу. 1964.
- Українська державність 1917-1920 Філадельфія, 1967.]
- Нарис історії Організації Українських Націоналістів t 1. 1920-1939 (1968).
- Роман Шухевич (Ґенерал Тарас Чупринка): командир армії безсмертних. Нью-Йорк 1970.
- Коліївщина. Гайдамацьке повстання 1768 р. // Бібліотека Українознавства, ч. 41. wyd. Наукове Товариство ім. Тараса Шевченка New York 1973.
- In the German mills of death, 1941–1945. New York 1976, Vantage Press
- Зустрічі й розмови в Ізраїлю(Чи українці "традиційні антисеміти"). Нью-Йорк – Торонто – Лондон 1982 Союз Українських Політв'язнів.
- Революційний змаг за УССД : хто такі «бандерівці», «мельниківці», «двійкарі». t. 1. Нью-Йорк – Торонто – Лондон 1985, Союз Українських Політв’язнів
- Революційний змаг за УССД : хто такі «бандерівці», «мельниківці», «двійкарі» t. 2. Нью-Йорк – Торонто – Лондон 1987, Союз Українських Політв’язнів
- Українська Повстанська Армія (1942-1952): Документи і матеріали. – Львів 1991 wyd. Основа
- Against the invaders. Taras Chuprynka – Roman Shuhevych. Commander-in-Chief of the UPA, New York, 1997.